# Chaos Control
Chaos Control ist ein Rail Shooter bzw. ein interaktiver Film, der ab 1995 für diverse Spielkonsolen und Computer veröffentlicht wurde.

## Handlung
Die 1972 gestartete Pioneer 10 wird von den Kesh Rhan aufgefangen. Im Jahr 2071 zerstören diese nun Kolonien der Menschen auf den Planeten Mars und Pluto. Als Nächstes wollen sie sämtliches Leben auf der Erde auslöschen.

## Gameplay
Der Spieler schlüpft in die Rolle einer Raumschiff-Pilotin namens Jessica Darkhill. Sie hat den Rang eines Leutnant inne, gilt als bester Pilot der Orbital Defence Forces und muss nun die Menschheit retten. Das Spiel umfasst 12 Level mit jeweils drei Abschnitten.

## Rezeption
Das Spiel erhielt größtenteils durchschnittliche bis unterdurchschnittliche Kritiken. Die deutschsprachigen Magazine werteten wie folgt:
- PC Player 7/95: 51 % (MS-DOS)[2]
- Mega Fun 3/97: 29 % (Sega Saturn)[3]

MAN!AC schrieb in einem „Klassik-Test“ vom 11. Januar 2018:

„Technisch perfektes Laser-Inferno mit bombastischer MPEG-Grafik und donnerndem Sound. Spielerisch simpel & öde.“

Für das CD-i gilt es als eines der besten und bekanntesten Spiele.